# ويل برودر
ويل برودر (بالإنجليزية: Will Bruder)‏ هو مهندس معماري أمريكي، ولد في 1946 في ميلواكي في الولايات المتحدة.